# Shady Hollow
Shady Hollow – jednostka osadnicza w Stanach Zjednoczonych, w stanie Teksas, w hrabstwie Travis.